# بارت جانسون
بارت جانسون (به انگلیسی: Bart Johnson) یک بازیگر آمریکایی است که بیشتر برای ایفای نقش «مربی جک بولتون» در مجموعه فیلم موزیکال دبیرستان شناخته شده‌است.

## زندگی شخصی
بارت جانسون در هالیوود، لس‌آنجلس به دنیا آمد و یکی از ۷ فرزند خانواده است و دارای چهار خواهر و دو برادر می‌باشد.وی برادر بزرگتر بازیگرها، آدام جانسون و برادفورد جانسون است. این سه برادر با یکدیگر چندین پروژه فیلم را تکمیل کرده‌اند. مادر او شارلین جانسون، یک آرایش دهندهٔ مو در تلویزیون بود و بارت مدت زیادی از اوایل کودکی خود را در تلویزیون سر می‌کرد.
بارت جانسون از دبیرستان «پنسبوری» در پنسلوانیا فارغ‌التحصیل شد. او ابتدا به عنوان دانشجوی پزشکی در دانشگاه یوتا شرکت کرد ولی پس از مدتی به دانشکده هنرهای نمایشی دانشگاه ییل تغییر رشته داد.
وی در سال ۱۹۹۹ با بازیگر آمریکایی، روبین لایولی ازدواج کرد. آنها ۳ فرزند به نام‌های کیت، بایلن و وایات بلیک دارند.
اولین تجربه بازیگری او در تئاتر موزیکال داستان وست ساید بود.

## فعالیت‌های بشردوستانه
- خانواده وی کارخانه آرد را در نزدیکی پارک سیتی، یوتا به «تختخواب و صبحانه جانسون میل» تبدیل کردند که بعدا بارت آن را از والدینش خریداری کرد.[۹]اکنون جانسون صاحب تختخواب و صبحانه جانسون میل در میدوی، یوتا، در نزدیکی پارک سیتی، یوتا است. طبق مقاله وب سایت WorkHomeYou.com در سال ۲۰۰۸، ردبوک این محل را یکی از چهار محل عاشقانه کشور معرفی کرده‌است.[۱۰] در سال ۲۰۱۲، به آن جایزه AAA Four Diamond اعطا شد.[۱۱] جانسون تختخواب و صبحانه را به یک مرکز درمانی برای افرادی که در حال ترک اعتیاد از مواد مخدر روبرو هستند، تبدیل کرد.
- در سال ۲۰۱۹، وی پسرش بیلن را در یک سفر بشردوستانه به ساموآ همراهی کرد، جایی که به گروهی از جوانان پیوستند تا به مدت دو هفته یک کلاس درس برپا کنند.[۱۲]
- او و همسر روبین لایولی یکی از اعضای کلیسای عیسی مسیح قدیسان آخرالزمان هستند.[۱۳]

## فیلم‌ها

### سینمایی
- قفسه ۱۳ در نقش یوجین مک کلور
- سلول ۲ در نقش اسکایلر
- زنان کوچک در نقش آقای مارچ[۱۴]
- دزدیدن پنج! در نقش مارک تامپسون
- روز اردو با پدر در نقش فیل ژاکوبز
- موزیکال دبیرستان در نقش مربی جک بولتون
- موزیکال دبیرستان ۲ در نقش مربی جک بولتون
- دبیرستان موزیکال ۳: سال آخر در نقش مربی جک بولتون

### سریال‌ها
- ان‌سی‌آی‌اس در نقش دین هادسون (قسمت "Incognito")
- سی‌اس‌آی: میامی در نقش مت بولتون (قسمت "Blood Moon")
- خانواده من در نقش افسر جوان
- جاگ در نقش ستوان جانسون (قسمت "Impact")
- واکر، رنجر تگزاس در نقش ویت مک لاین (قسمت "The Fighting McLains")